# Pálffyovský kaštel v Malackách
Pálffyovský kaštel v Malackách je kulturně-historická památka celoslovenského významu, nacházející se v okresním městě Malacky na západním Slovensku. Je zaevidována v soupisu památek. Kaštel má bohatou historii. Během své existence byl sídlem urozeného rodu, františkánským internátem, vojenským skladem i nemocnicí. Od roku 2007 patří zámeček městu, které se podílí na jeho rekonstrukci a možnosti dalšího využití.

## Dějiny
Původně byl barokním reprezentačním šlechtickým sídlem. Zámeček je čtyřkřídlý, uzavřený objekt s vnitřním nádvořím. Původními majiteli zámku byli Pálffyové. Budova byla několikrát přestavěna. Začátkem 19. století byla provedena radikální přestavba, při níž se změnila původní podoba fasád i interiéru do klasicistního slohu. Barokní zahradu vystřídal anglický park. Podle historických údajů byl zámeček s parkem obklopen kamennou zdí. Po úpravách v klasicistním slohu a jiných zásazích dostal zámeček dnešní podobu. Z původní fasády zůstal ohrazený balkon nad hlavním vchodem a na střeše vzácné komíny francouzského typu .

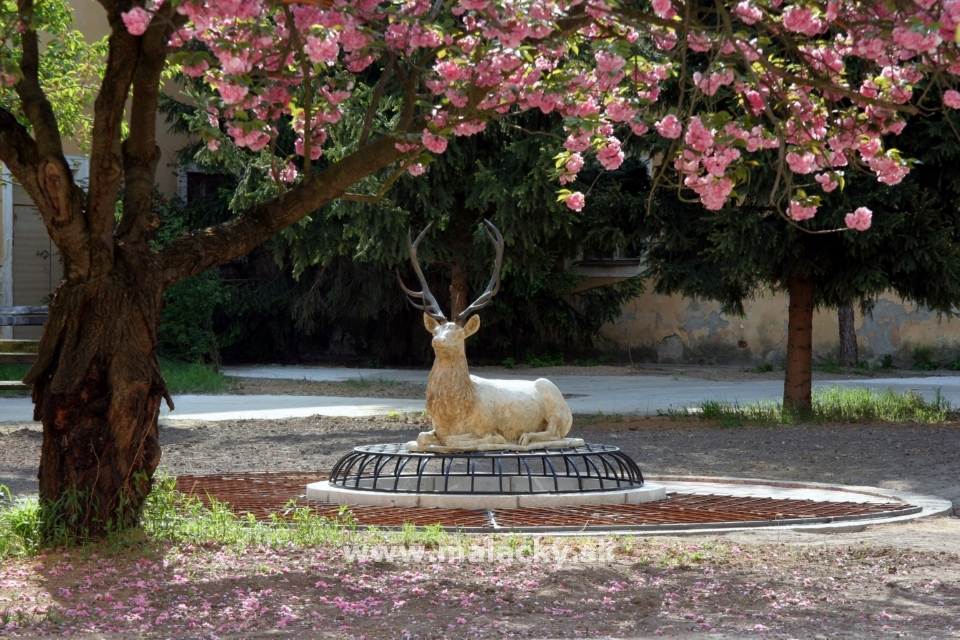

Interiér zámečku byl původně vyzdoben loveckými trofejemi, sbírkou zbraní a vzácným nábytkem. Zámeček má dvě nadzemní podlaží a rozsáhlé podzemní prostory, také se předpokládá existence podzemních chodeb ze zámku.

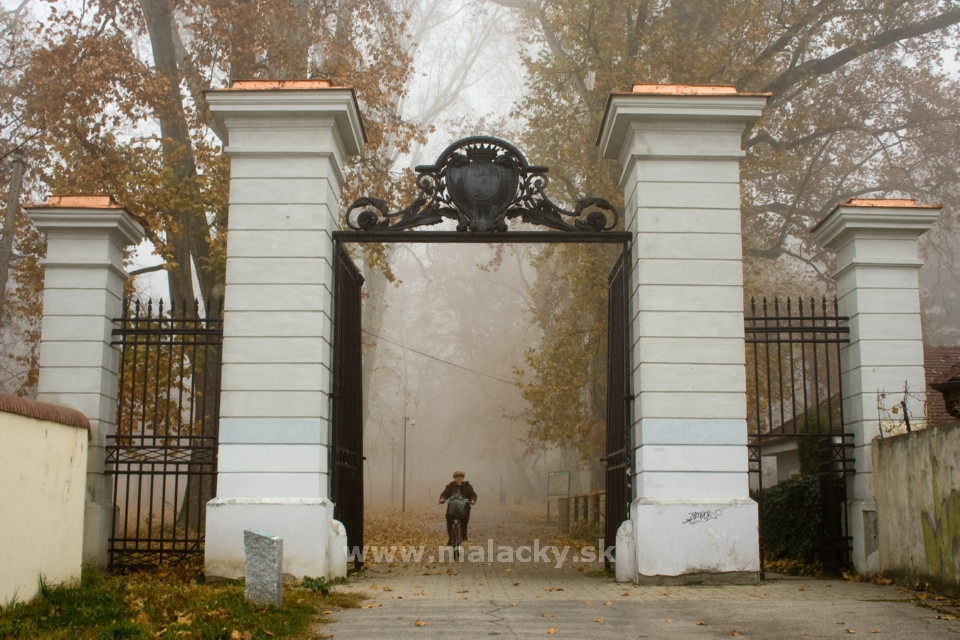
Černá brána

Nádvoří dominuje studna se sochou jelena, který byl původně z bronzu. V současnosti je u studny jeho replika vyrobená z epoxidu. Nacházejí se zde také sluneční hodiny.
Do zámku vedly tři brány. Černá brána z tepaného železa stojící dodnes, Bílá brána vedla do parku z městské části "Rádek" a Červená brána, která sloužila k zásobování zámku.
Po roce 1918 obývali zámeček důstojníci osvobozenecké československé armády. V roce 1934 získala zámeček s parkem řehole františkánů řádu sv. Františka z Assisi. Po roce 1945 se uživatelé zámku vyměňovali. V letech 1944–1945 zde byli vězněni a týráni německým gestapem účastníci SNP. Po válce byl zámeček využíván jako kasárna. Po roce 1957 byla v kostele zřízena nemocnice.

### Zámecký park

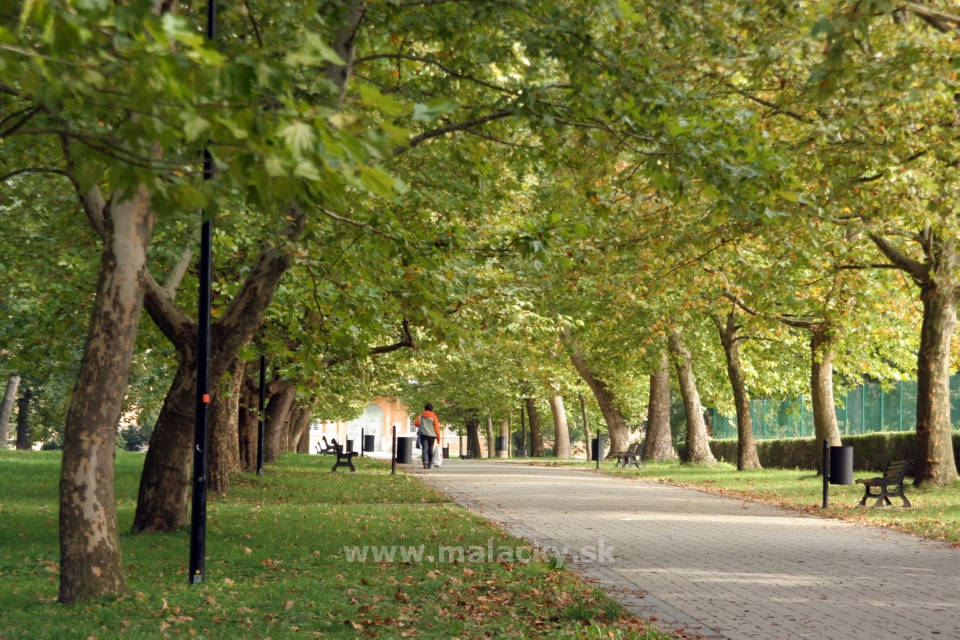
Zámecký park

K zámku vede od Černé brány alej platanů. V parku rostou různé druhy dřevin jako duby, buky, smrky, modříny, kaštany a různé květiny.
Od zámečku směrem na jih se nachází zrekonstruovaná fontána a kamenná jeskyně Panny Marie, kterou dali postavit františkáni. V minulosti zde nechyběla přírodní jízdárna či labyrint. V minulosti zde bylo i labutí jezírko, které bylo součástí zámečku. Do dnešní doby se v parku kromě zámku zachoval domek zahradníka a domek vrátného.

## Současnost
Majitelem zámečku je město Malacky, které ho postupně rekonstruuje a zpřístupňuje veřejnosti. V rámci projektu Paltour byla zrekonstruována levá část předního křídla, kde vznikly výstavní a seminární místnosti. Se sponzorskou pomocí byla zrekonstruována studna na nádvoří, vstupní brána, podbraní a schodiště s křišťálovými lustry.
V zrekonstruovaných prostorách zámečku se nachází Pálfiovský pokoj s dobovým nábytkem. Návštěvníci si také mohou prohlédnout výstavu fotografií dokumentujících rekonstrukci zámečku. Ve výstavních prostorách se konají různé výstavy.
Malacký zámeček získal v roce 2012 v soutěži Kulturní památka roku čestné uznání Ministerstva kultury SR. Park jakož i zámek jsou památkově chráněny. V současnosti se zámeček nazývá také Malacký zámeček. 